# Фирменный пассажирский поезд
Фи́рменный пассажи́рский по́езд — одна из категорий пассажирских поездов дальнего следования повышенной комфортабельности. Появились в СССР и существуют в некоторых странах постсоветского пространства. Все требования к фирменным поездам СНГ и стран Балтии изложены в положении «О фирменном пассажирском поезде». Все фирменные поезда России периодически проходят переаттестацию в Федеральной пассажирской компании.

## История
Первый пассажирский поезд повышенной комфортности в СССР — «Красная стрела» — начал действовать между Ленинградом и Москвой с 1931 года. На время блокады Ленинграда его курсирование прерывалось, но сразу после её снятия маршрут поезда был возобновлён.
В 1964 году в рамках повышения качества обслуживания на железнодорожном транспорте возникла идея фирменных поездов, которые должны были обслуживать маршруты между крупными городами и Москвой и отличаться высокой скоростью передвижения и малым числом коротких (до 12 минут) остановок.
Вскоре система фирменных поездов составляла 15 % всех маршрутов и включала 57 поездов в Москву (из Красноярского, Приморского, Алтайского краёв и 54 областных центров); в Ленинград приходило 12 поездов. Средняя скорость на маршруте достигала 58 километров в час — на 17 % выше, чем у обычных поездов. Средний состав фирменного поезда включал 19 вагонов (против 16 у обычного), из них 1-2 были спальными вагонами «люкс».
Оформление поездов отличалось окраской вагонов, «фирменным» оформлением интерьера, посуды, постельного белья, салфеток. Иногда в вагонах присутствовал кондиционер. Повышенная комфортность поезда в принципе возрождала дореволюционное деление вагонов по классности.

### Фирменные поезда в СССР[4]
| Название поезда   | Маршрут                  |
| ----------------- | ------------------------ |
| «Красная стрела»  | Москва — Ленинград       |
| «Полярная стрела» | Москва — Лабытнанги      |
| «Восток»          | Москва — Пхеньян         |
| "Кузбасс"         | Москва-Кемерово          |
| "Селенга"         | Москва-Улан-Удэ          |
| «Арктика»         | Москва — Мурманск        |
| «Белоруссия»      | Москва — Минск           |
| «Прибалтика»      | Рига — Адлер             |
| «Кавказ»          | Москва — Кисловодск      |
| «Россия»          | Москва — Владивосток     |
| «Янтарь»          | Москва — Калининград     |
| «Латвия»          | Москва — Рига            |
| «Юрмала»          | Москва — Рига            |
| «Чайка»           | Таллин — Минск           |
| «Байкал»          | Москва — Иркутск         |
| «Рица»            | Москва — Сочи            |
| «Урал»            | Москва — Свердловск      |
| «Южный Урал»      | Москва — Челябинск       |
| «Летува»          | Москва — Вильнюс         |
| «Эстония»         | Москва — Таллин          |
| «Буревестник»     | Москва — Горький         |
| «Кубань»          | Москва — Новороссийск    |
| «Жигули»          | Москва — Куйбышев        |
| «Саратов»         | Москва — Саратов         |
| «Сибиряк»         | Москва — Новосибирск     |
| «Донбасс»         | Москва — Донецк          |
| «Дагестан»        | Москва — Махачкала       |
| «Вятка»           | Москва — Киров           |
| «Иртыш»           | Москва — Омск            |
| «Азербайджан»     | Москва — Баку            |
| «Молдова»         | Москва — Кишинёв         |
| «Одесса»          | Москва — Одесса          |
| «Осетия»          | Москва — Орджоникидзе    |
| «Татарстан»       | Москва — Казань          |
| «Туркменистан»    | Москва — Ашхабад         |
| «Харьков»         | Киев — Харьков           |
| «Березка»         | Москва — Рязань          |
| «Полонез»         | Москва — Варшава         |
| «Волга»           | Горький — Ленинград      |
| «Звезда»          | Ленинград — Минск        |
| «Нёман»           | Москва — Гродно          |
| «Сура»            | Москва — Пенза           |
| «Северная Двина»  | Москва — Архангельск     |
| «Томич»           | Москва — Томск           |
| «Удмуртия»        | Москва — Ижевск          |
| «Узбекистан»      | Москва — Ташкент         |
| «Маяк»            | Ленинград — Одесса       |
| «Нева»            | Ленинград — Севастополь  |
| «Сож»             | Москва — Гомель          |
| «Арсеналец»       | Киев — Ленинград         |
| «Буг»             | Брест — Ленинград        |
| «Башкортостан»    | Москва — Уфа             |
| «Енисей»          | Москва — Красноярск      |
| «Красный Яр»      | Красноярск — Новосибирск |
| «Ульяновск»       | Москва — Ульяновск       |
| «Мордовия»        | Москва — Саранск         |
| «Крым»            | Москва — Симферополь     |

## Отличительные признаки фирменного поезда
- Наличие собственного имени (наименования) поезда[2] (например, «Россия» сообщением Москва — Владивосток, «Смена» сообщением Москва — Санкт-Петербург, «Томич» сообщением Томск — Москва, «Гилюй» сообщением Тында — Благовещенск), которое указывается на маршрутных досках, боковых стенках вагонов, используется при оформлении интерьера вагона. Кроме поездов класса «Премиум», которые собственных имён не имеют.
- Как правило, нахождение поезда в обращении круглый год.
- В России маршрут поезда, как правило, связывает крупный город (обычно областной центр) с Москвой[1] (например, «Вологодские зори» Вологда — Москва), Санкт-Петербургом («Байкал» Иркутск — СПб) либо с курортом.
- Билеты на фирменные поезда дороже обычных билетов на 20—50 %. При отсутствии альтернативных поездов по трассе следования данного поезда нередки конфликты между ФПК и ФАС, требующей назначения нефирменных вагонов в общий состав с фирменным поездом.
- Как правило, фирменные поезда являются скорыми поездами дальнего следования[1], но бывают исключения, например, поезд «Белые ночи» сообщением Санкт-Петербург — Вологда. Довольно часто фирменный поезд — это скоростной поезд-экспресс.
- До середины 2000-х годов для некоторых фирменных поездов также использовались "фирменные" локомотивы, специально закреплённые для работы на данном маршруте и окрашенные в аналогичную фирменному поезду ливрею. Например, до 2008 года существовали фирменные электровозы ЧС4Т "Воронеж", работавшие с одноимённым фирменным поездом на участке Воронеж I ― Узуново (около 75% протяжённости трассы маршрута).

## Требования к фирменному поезду
- Формирование из вагонов, находящихся в эксплуатации не более 10 лет после постройки или капитально-восстановительного ремонта.
- Оформление интерьеров всех вагонов поезда в едином стиле компании-владельца (пример: фирменные поезда РЖД). Для поездов класса «Премиум» — в едином стиле РЖД.
- Наличие комплектов нового постельного белья или постельного белья с малым сроком эксплуатации.
- Форма проводников единая для всего состава поезда, индивидуального покроя и выдержанная в фирменном стиле.